# 帕拉代斯 (密歇根州)
帕拉代斯（英語：Paradise）是位於美國密西根州契皮瓦縣的一個非建制地區。

## 地理
帕拉代斯所處的海拔為高於海平面190米（即623英呎），而該地所採用的時區為UTC-5，即北美东部時區（EST）。同時該地設有夏令時間，為UTC-5調快一小時，即UTC-4（EDT）。